# 골든 트레일러 어워드
골든 트레일러 어워드(Golden Trailer Awards)는 영화 예고편, 영화 포스터, 텔레비전 광고 등을 대상으로 한 매년 실시되는 시상식이다.